# Кобургская ратуша
Кобургская ратуша (нем. Das Coburger Rathaus) — ратуша, расположенная на Рыночной площади Кобурга.
Кобургская ратуша представляет собой четырёхэтажное здание с мансардной крышей.
Ратуша была заложена в 1577 году рядом со старой ратушей 1414 года, затем дважды перестроена. Ратуша построена в стиле Ренессанса. Здание имело большой зал размером 27 на 13 м. На кобургском эркере был размещён портрет Ганса Шлахтера, начавшего строительство. В 1579 году городской архитектор Пауль Вайсманн к группе зданий во внутреннем дворе добавил лестничную башню, оборудованную каменной винтовой лестницей.
В 1750—1752 гг фасад переделан в стиле рококо. В середине здания был установлен треугольный фронтон. Также был установлен «братвурстный человечек» — скульптура святого Маврикия, символизирующая контроль за изготовлением кобургских братвурстов. В его правой руке расположен рукописный свиток, длина которого считается эталоном длины местного братвурста. В 1982 году свиток святого измерили, его длина оказалась 31 см, хотя ранее считалось, что она должна быть длиной около 35 см.
Последняя значительная реконструкция проводилась под руководством городского архитектора Кобурга Макса Бёме в 1901—1904 гг. В середине здания над первым этажом был добавлен широкий балкон с решётчатым парапетом. В фасад первого этажа были добавлены элементы необарокко.
18 января 1931 года на ратуше Кобурга был установлен флаг со свастикой, впервые в Германии на государственном здании. В 1936 году был представлен проект строительства современной ратуши, одобренный Гитлером в 1938 году. Строительство планировалось начать в 1939 году, но планам помешала Вторая мировая война.
Сегодня в ратуше расположены офисы бургомистра Кобурга и части городской администрации. Заседания городского совета обычно проходят в третий четверг каждого месяца.
На втором этаже ратуши установлена веб-камера, направленная в сторону Рыночной площади. Желающие могут наблюдать онлайн за происходящим там.

## Галерея

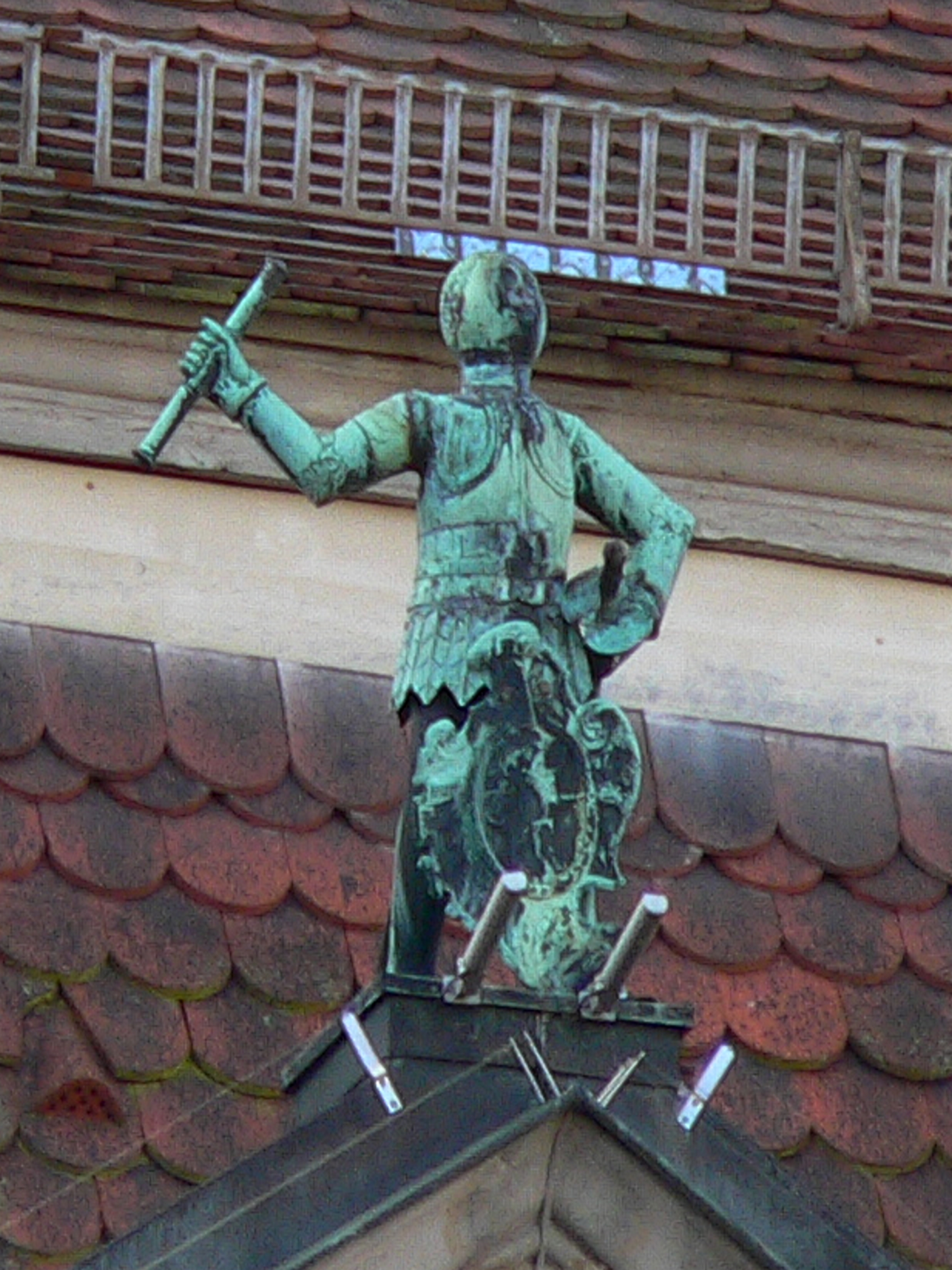
Братвурстный человечек
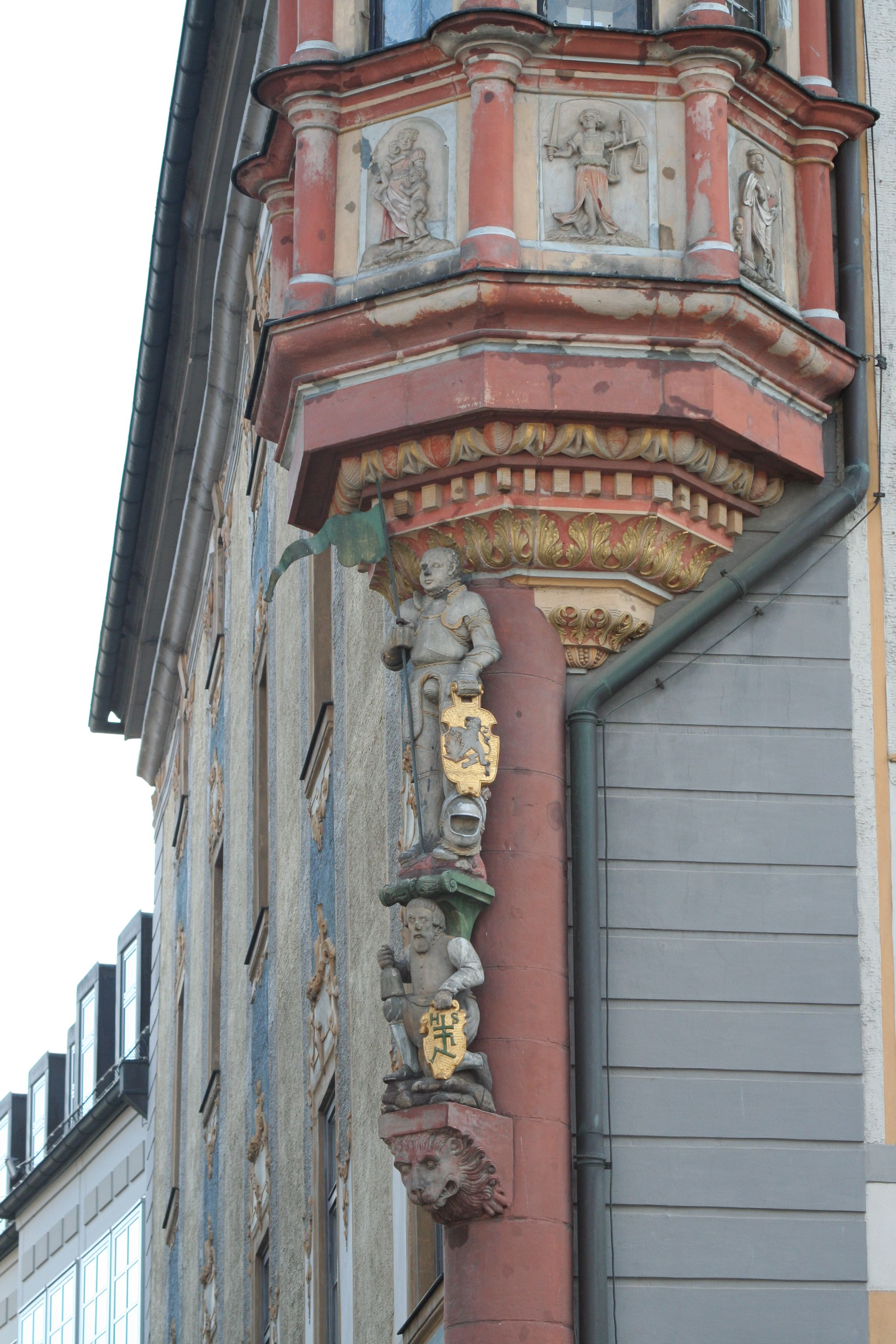
Эркер ратуши Кобурга
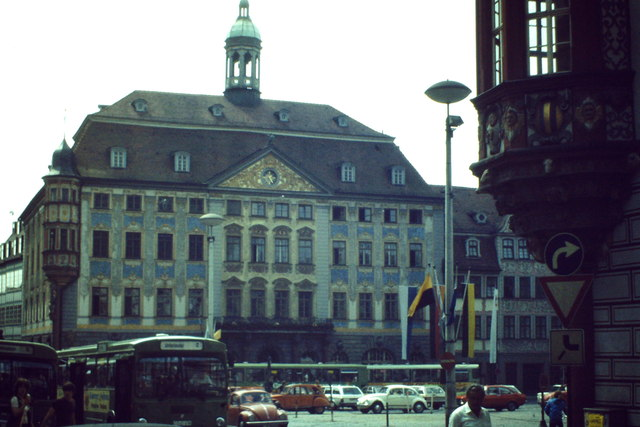
Ратуша в 1980 году
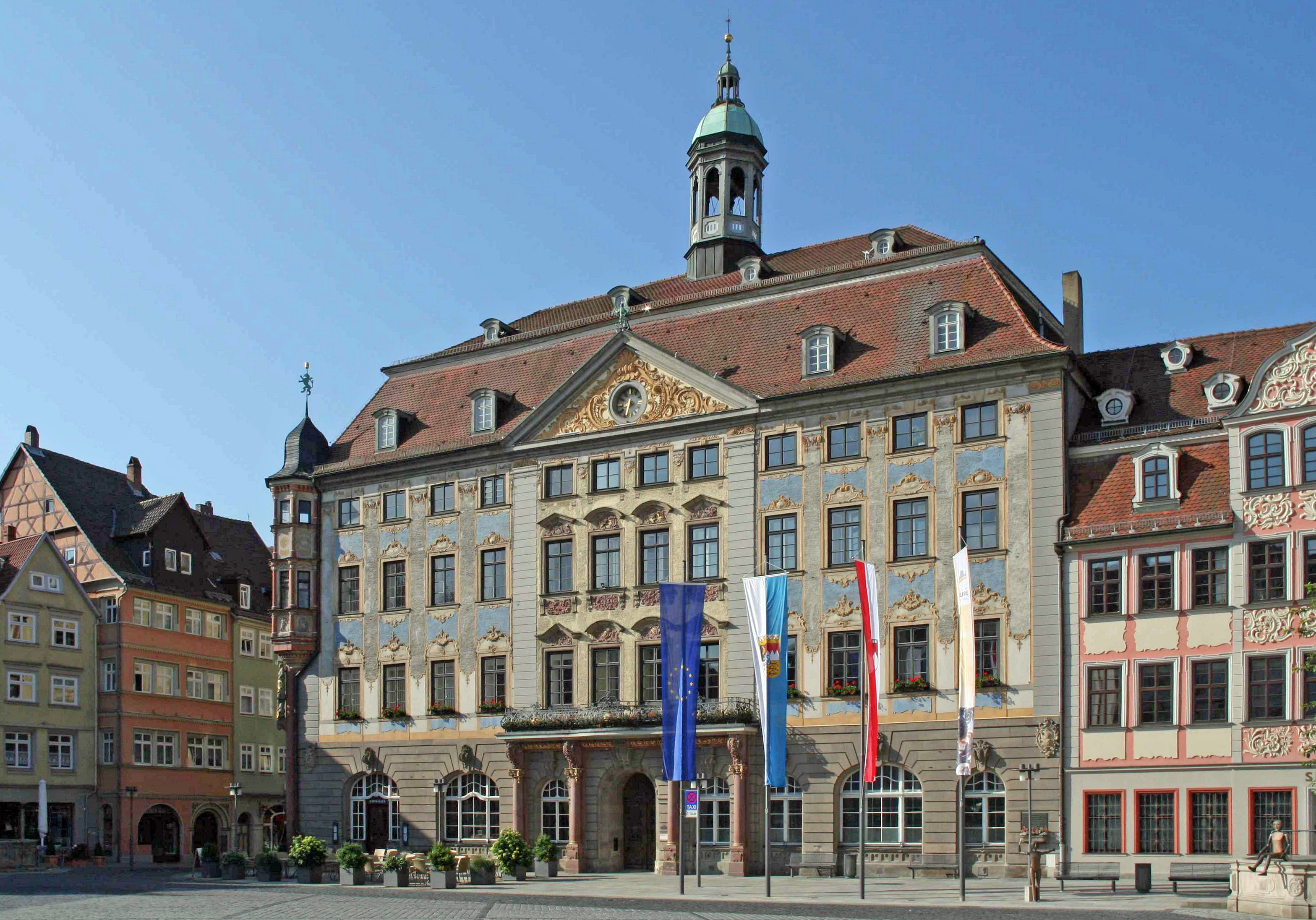
Ратуша в солнечный день